# Stade de la Réunification
Het Stade de la Réunification is een multifunctioneel stadion in Douala, Kameroen. In het stadion, dat gebouwd is in 1972, kunnen 30.000 toeschouwers. De voetbalclubs Union Douala, Caïman de Douala en Les Astres FC maken gebruik van dit stadion om haar thuiswedstrijden te spelen. 

## Afrika Cup
Op de Afrika Cup van 1972 werd er gebruik gemaakt van dit stadion. Er waren zes groepswedstrijden.
| № | Datum            | Wedstrijd                   | Uitslag | Afrika Cup 1972 |
| - | ---------------- | --------------------------- | ------- | --------------- |
| 1 | 25 februari 1972 | Congo-Brazzaville – Marokko | 1 – 1   | Groepsfase      |
| 2 | 25 februari 1972 | Zaïre – Soedan              | 1 – 1   | Groepsfase      |
| 3 | 27 februari 1972 | Marokko – Soedan            | 1 – 1   | Groepsfase      |
| 4 | 27 februari 1972 | Zaïre – Congo-Brazzaville   | 2 – 0   | Groepsfase      |
| 5 | 29 februari 1972 | Marokko – Zaïre             | 1 – 1   | Groepsfase      |
| 6 | 29 februari 1972 | Congo-Brazzaville – Soedan  | 4 – 2   | Groepsfase      |
| 7 | 2 maart 1972     | Zaïre – Mali                | 3 – 4   | Halve finale    |